# Venă branchiocefalică

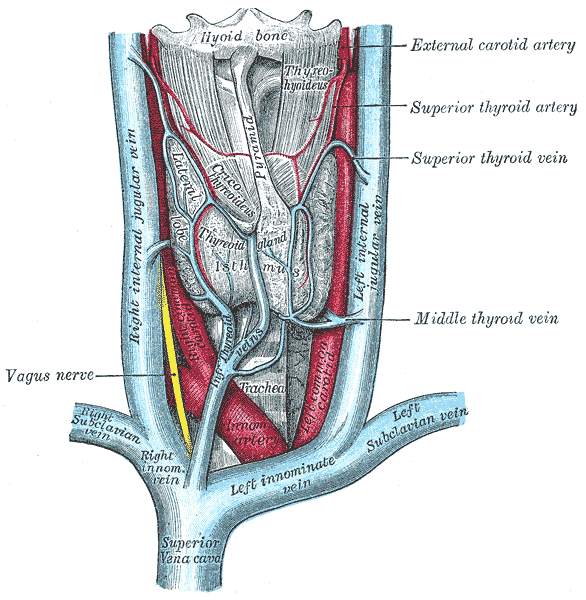
Venele branhiocefalică

Venele brachiocefalice (stângă și dreaptă) (sau venele innominate) se formează în zona superioară a pieptului  prin unirea venelor jugulare interne cu venele subclaviculare. Aceasta se află la nivelul articulației sternoclaviculare.  Vena brachiocefalică stângă este de obicei mai lungă decât cea dreaptă. Aceste vene se contopesc pentru a forma vena cava superioară, un vas mare, posterior de joncțiunea primului cartilaj costal al manubriului sternal. Venele brahiocefalice sunt venele majore care aduc sângele în vena cavă superioară. 

## Afluenții

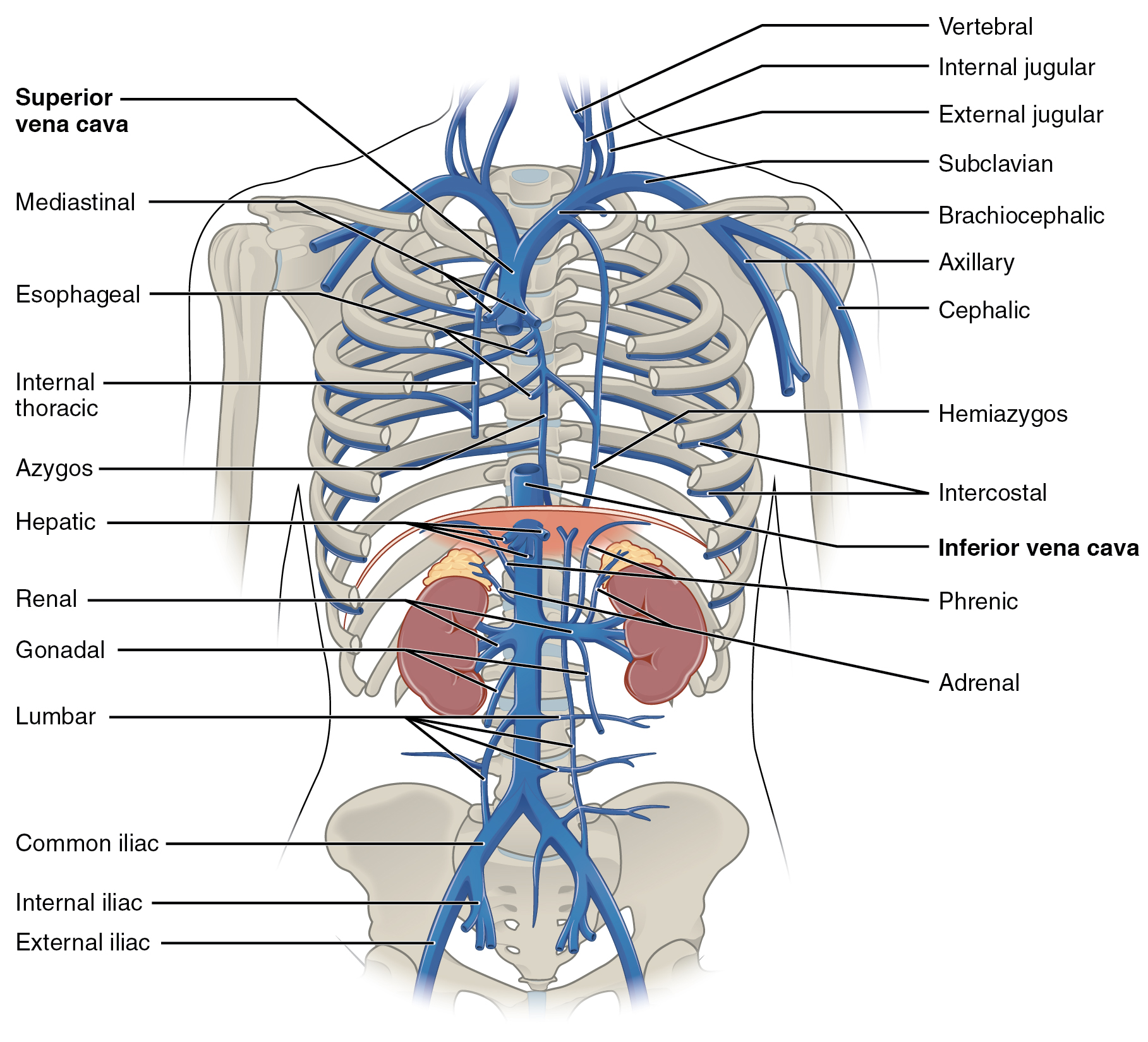
Venele regiunilor toracice și abdominale

Vena brachiocefalică este formată prin confluența venelor jugulare interne și a venelor subclaviculare. În plus, primește drenaj de la: 
- vena toracică internă stângă și dreaptă (numită și vene interne mamare): se varsă în bordura inferioară a venei lor corespunzătoare.
- Venele tiroidiene inferioare stângă și dreaptă: se varsă în aspectul superior al venelor corespunzătoare din apropierea confluenței.
- Venele vertebrale stângă și dreaptă.
- Vena intercostală superioară stângă: se drenează în vena brachiocefalică stângă. [2]

## Origine embriologică
Vena brachiocefalică stângă se formează din anastomoza formată între venele cardinale anterioare stânga și dreapta atunci când porțiunea caudală a venei cardinale anterioare stângi degenerează. 

## Imagini suplimentare

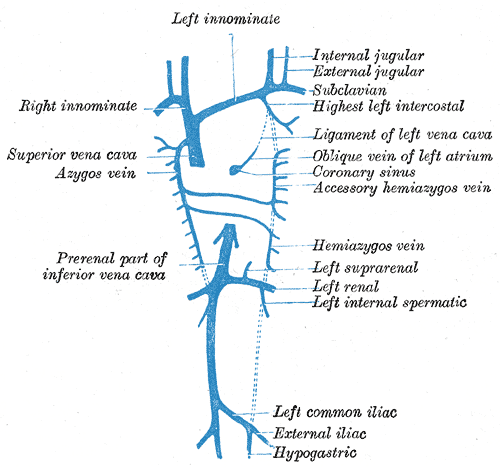
Diagrama care arată finalizarea dezvoltării venelor parietale.
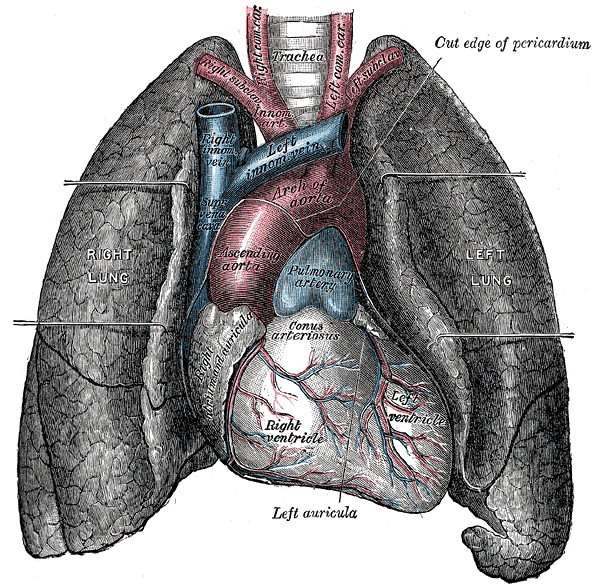
Vedere din față a inimii și a plămânilor.
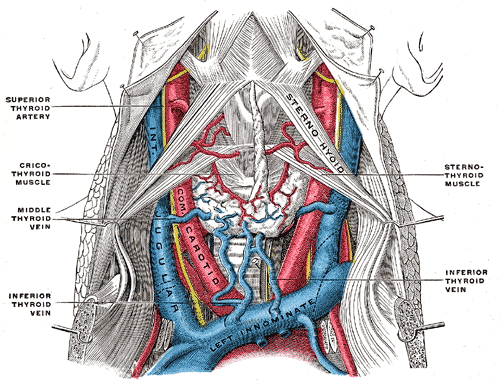
Fascia și venele tiroidiene mijlocii.
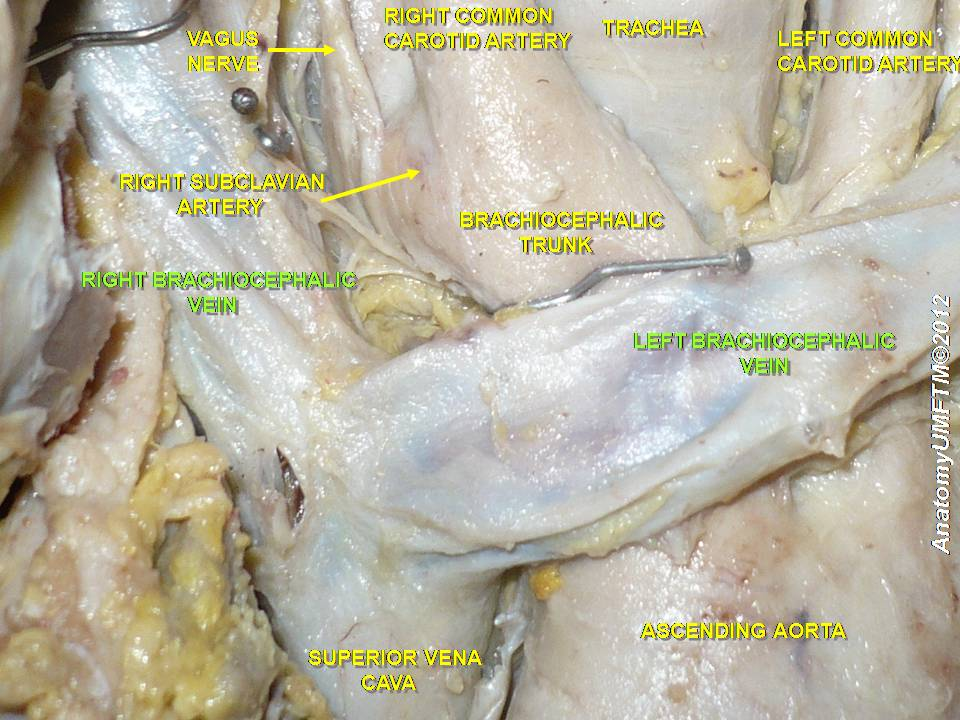
Vena brachiocefalică dreaptă
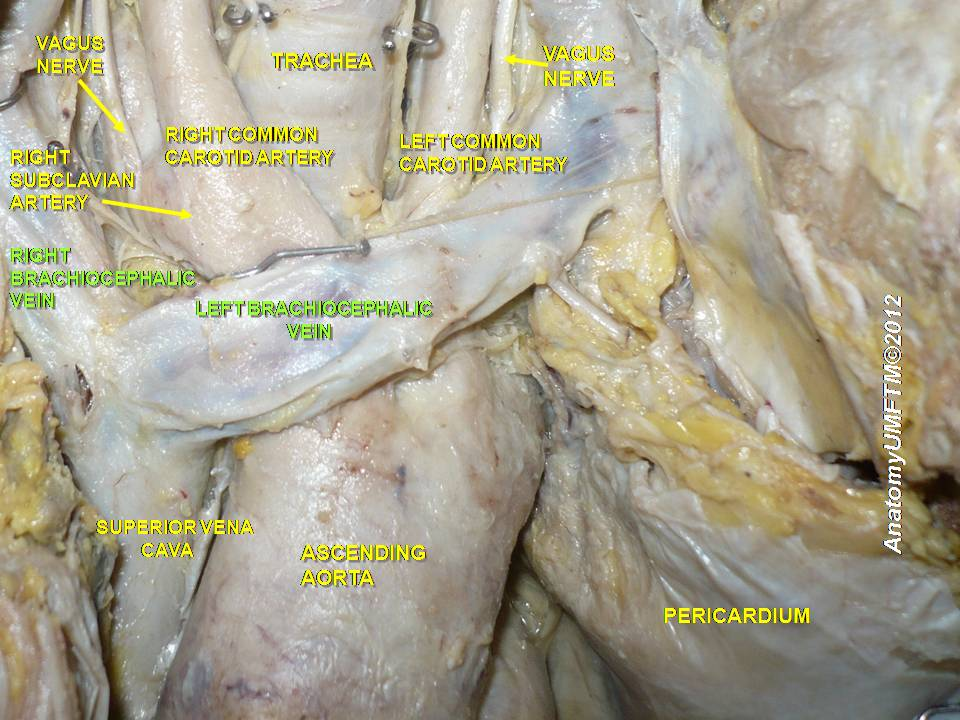
Vena brachiocefalică dreaptă și stângă
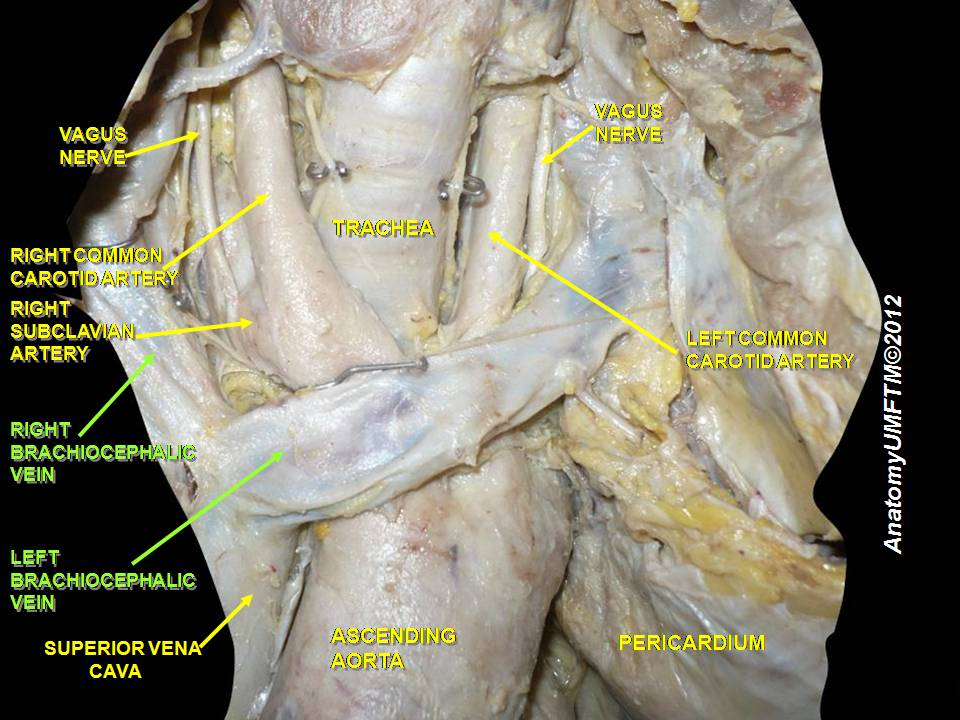
Vena brachiocefalică dreaptă și stângă
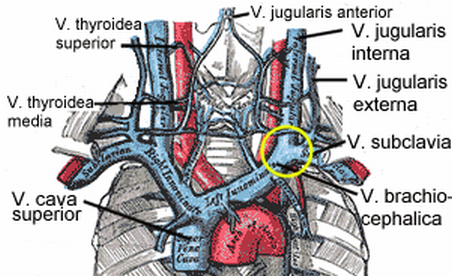
Venele brahiocefalice, vena cava superioară, vena cava inferioară, vena azygos și afluenții lor.